# Wartburgkreis
Wartburgkreis là một huyện (Kreis) ở phía tây của Thüringen, Đức. Các huyện giáp ranh (từ phía bắc theo chiều kim đồng hồ) là: các huyện Unstrut-Hainich, Gotha, Schmalkalden-Meiningen, và huyệns Fulda, Hersfeld-Rotenburg và Werra-Meißner ở Hesse. Thành phố không thuộc huyện Eisenach gần như bao quanh huyện này.

## Lịch sử
Huyện được thành lập năm 1994 thông qua việc hợp nhất các huyện cũ Eisenach và Bad Salzungen, và vài đô thị từ huyện Bad Langensalza. Thành phố Eisenach đã được tách khỏi huyện này năm 1998.
Huyện được đặt tên theo lâu đài Wartburg, một tòa lâu đài gần Eisenach là nơi trú ngụ của Martin Luther năm 1521.

## Địa lý
Huyện tọa lạc ở the rừng Thuringian Forest, có vườn quốc gia Hainich. Sông chính chảy qua huyện này là sông Werra.

## Thị xã và đô thị
| Thị xã không thuộc Verwaltungsgemeinschaft                                          | và các đô thị | và các đô thị |
| ----------------------------------------------------------------------------------- | --- | --- |
| 1. Bad Salzungen 2. Bad Liebenstein 3. Geisa 4. Ruhla 5. Stadtlengsfeld 6. Treffurt | 1. Buttlar 2. Dorndorf 3. Ettenhausen an der Suhl 4. Frauensee 5. Gerstengrund 6. Gerstungen 7. Hörselberg-Hainich 8. Leimbach 9. Marksuhl 10. Merkers-Kieselbach | 1. Moorgrund 2. Schleid 3. Schweina 4. Seebach 5. Steinbach 6. Tiefenort 7. Unterbreizbach 8. Wolfsburg-Unkeroda 9. Wutha-Farnroda |

| Verwaltungsgemeinschaften | Verwaltungsgemeinschaften | Verwaltungsgemeinschaften |
| --- | --- | --- |
| - 1. Barchfeld 1. Barchfeld1 2. Immelborn - 2. Berka/Werra 1. Berka/Werra1, 2 2. Dankmarshausen 3. Dippach 4. Großensee - 3. Creuzburg 1. Creuzburg1, 2 2. Ifta 3. Krauthausen | - 4. Dermbach 1. Brunnhartshausen 2. Dermbach1 3. Neidhartshausen 4. Oechsen 5. Urnshausen 6. Weilar 7. Wiesenthal 8. Zella/Rhön - 5. Mihla 1. Berka vor dem Hainich 2. Bischofroda 3. Ebenshausen 4. Frankenroda 5. Hallungen 6. Lauterbach 7. Mihla1 8. Nazza | - 6. Oberes Feldatal 1. Andenhausen 2. Diedorf 3. Empfertshausen 4. Fischbach/Rhön 5. Kaltenlengsfeld 6. Kaltennordheim1 7. Klings - 7. Vacha 1. Martinroda 2. Vacha1, 2 3. Völkershausen 4. Wölferbütt |
| 1thủ phủ của Verwaltungsgemeinschaft; 2thị xã | | |